# 폴리올
폴리올은 유기화학에서  여러 수산기(-OH)를 포함하는 유기 화합물이다.

## 설명
"폴리올"이라는 용어는 식품과학 또는 고분자화학에서 사용되는지 여부에 따라 약간 다른 의미를 가질 수 있다. 2개, 3개 및 4개의 하이드록실기를 포함하는 폴리올은 각각 다이올 , 트리올, 테트롤이다. 폴리올은 화학적 성질에 따라 다르게 분류될 수 있다. 이러한 화학 물질 중 일부는 폴리에테르, 폴리에스터, 폴리카보네이트 및 아크릴 폴리올이다. 폴리에테르 폴리올은 폴리에틸렌 옥사이드 또는 폴리에틸렌 글리콜(PEG), 폴리프로필렌 글리콜(PPG) 및 폴리테트라하이드로푸란 또는 PTMEG로 더 세분화 및 분류될 수 있다. 이들은 반복 단위에서 산소 원자 당 각각 2, 3, 4 개의 탄소를 가지고 있다. 폴리카프로락톤 폴리올도 시판되고 있다. 또한 바이오 기반의(따라서 재생 가능한 에너지이다.) 폴리올을 사용하는 추세가 증가하고 있다. 

## 같이 보기
- 유기화학
- 유기 화합물